# 앤드로스코긴 뱅크 콜로세
앤드로스코긴 뱅크 콜로세(Androscoggin Bank Colisée)은 미국 메인주 루이스턴에 위치한 실내 경기장이다. 과거 AHL 포틀랜드 파이리츠의 홈경기장으로 사용했다.